# Кайрос
Кайро́с (др.-греч. Καιρός «благоприятный момент») — древнегреческий бог счастливого мгновения, удачи, благоприятного стечения обстоятельств. Кайрос обращает внимание человека на тот благоприятный момент, когда нужно действовать, чтобы достичь успеха. Согласно Иону Хиосскому, младший сын Зевса. Кайрос особенно почитался в Олимпии. В поздней античности, в эпоху Ренессанса и в Новое время Кайрос превратился в аллегорический образ подходящего времени, эмблему ускользающей удачи, мимолётной возможности. Идея Кайроса была воспринята и продуктивно реинтерпретирована в философии, христианском богословии, риторике, теории менеджмента.

## Описание
Кайрос изображался в виде идущего на цыпочках юноши или крадущегося зрелого мужчины с прядью волос на лбу и оголенной макушкой и иногда задней частью головы. Неуловимого крылатого Кайроса можно ухватить за развевающийся локон только когда он приближается к вам, уходящий случай поймать уже невозможно, как невозможно схватить человека за бритую голову. Над пятками божества находятся маленькие крылышки. В руках он обычно держит лезвие, символизирующее внезапность потери благоприятного шанса, и весы, которые указывают на справедливость судьбы, посылающей удачу только тем, кто её заслужил, однако часто Кайрос пальцем искусственно придерживает одну из чаш, изменяя баланс весов.
Самое раннее из известных изображений Кайроса приписывается знаменитому позднеклассическому греческому скульптору Лисиппу из Сикиона. Её бронзовый оригинал (приблизительно 350 г. до н. э.) не сохранился. Согласно позднему свидетельству Павсания, статуя стояла на Олимпийском стадионе рядом со статуей покровителя игр Гермеса. Статуя известна в некотором количестве эллинистических и римских копий, а также по экфрасисам у античных авторов и основанных на них поздних рельефах, геммах и т. д. Самым ранним является развёрнутое описание Каллистрата.
 Я хочу тебе в речи представить творенье Лисиппа. Создавши эту статую, самую лучшую, художник поставил её в Сикионе, чтоб все её видели. «Счастливый Случай» представлен в виде этой фигуры из меди; в ней искусство вступило в соревнованье с самою природой. Мальчиком выглядел «Случай Счастливый», в самом начале своей возмужалости; с головы и до кончика ног он цвел цветом мужающей юности нежной. Лицом был он прекрасен; пушок бороды у него чуть-чуть пробивался; волосы были распущены, и он предоставил зефиру трепать их, как хочет; кожа его была блестящей, цветущей, что выражалось блеском цветущего тела. (2) Больше всего был он похож на Диониса; прелести полон был его лоб и щеки его с румянцем, как юный цветок, были прекрасны, на глаза бросая отблеск нежной стыдливости. Стоял он на шаре, опираясь краем ступни; на ногах его — крылья, но волосы были его не так как обычно у всех: до бровей опускаясь, они развевались кудрями по его щекам, а затылок был у него без волос, лишь в первом пуху, как у новорожденных. (3) В изумлении молча стояли мы, видя как эта медная статуя восполняет дело природы и сама как будто выходит за пределы законов, поставленных ей; будучи медной, она покрывалась румянцем; будучи твердой, она размягчала природную массу, делала нежной её, подчиняясь воле искусства; лишенная проявлений жизненной силы, она внушала уверенность нам, что внутри живёт эта сила. Она неподвижно держалась, крепко опершись подошвой. Но, стоя так, казалось, она способна была стремительно броситься в беге, и обмануты были взоры твои, что будто в её власти — вперед устремиться и что художник дал ей способность, по собственной воле в небо поднявшись, летать на собственных крыльях. (4) Все это было для нас удивительным. "Один же из тех, кто считается мудрым в искусстве и кто умеет с более тонким к искусству чутьем подметить чудесные стороны в каждой работе художника, объяснил нам и смысл этой статуи, толкуя, что в ней выражено могущество «Счастливого Случая», сохраненное в творенья художника. Так окрыленность его ног является символом быстроты внезапного появления и того, что в потоке веков носится он, увлекаемый Горами; цветущий же возраст его говорит, что все это прекрасное дело счастливого случая и что один только «Случай Счастливый» — творец красоты, а все то, что уже отцвело, лежит вне природы «Счастливого Случая». Волосы же, что спускаются на лоб спереди, показывают, что если он явится, то легко схватить его, а если мимо пройдет он, то уходит с ним благоприятный момент для этой возможности и нельзя уж схватить опять раз упущенный «Счастия Случай».
Более насыщенной деталями была эпиграмма Посидиппа (ок. 270 г. до н. э.), видевшего изваяние своими глазами. Согласно его описанию, статуя стояла «у входа», «у крыльца» или «в портике» какого-то здания на агоре в Сикионе. Эпиграмма Посидиппа предположительно была позднее высечена на постаменте статуи Лисиппа. Она представляет собой диалог зрителя, задающего вопросы, и статуи Кайроса, отвечающей на них.

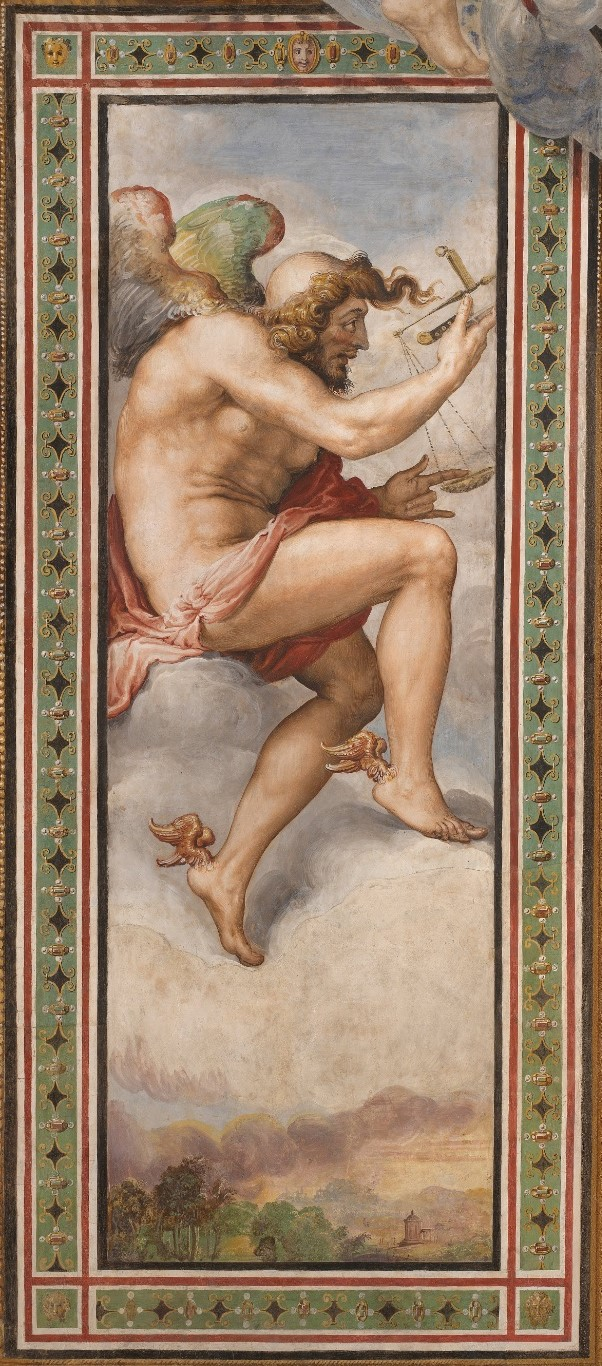
Франческо Сальвиати, Кайрос, фреска в Палаццо Веккьо, Флоренция (1543—1545)

|  | Зритель: Кто скульптор и откуда он? Изображение Кайроса: Он был из Сикиона. Зритель: А как его звали? Изображение Кайроса: Лисипп. Зритель: А кто же ты? Изображение Кайроса: Возможность, которая правит всем. Зритель: Почему ты шагаешь на носках? Изображение Кайроса: Я все время бегу. Зритель: Зачем тебе крылья на ногах? Изображение Кайроса: Я летаю как ветер. Зритель: Почему ты держишь лезвие в правой руке? Изображение Кайроса: Это знак людям, что я внезапность моего появления резче, чем [острота] любого лезвия. Зритель: А твои волосы? Почему их пряди нависают над твоим лицом? Изображение Кайроса: Чтобы тот, кто повстречает меня, мог ухватиться за них. Зритель: Во имя Зевса ответь, почему твой затылок лыс? Изображение Кайроса: Чтобы ни один, пропустивший меня, бегущего на крылатых ногах, мимо, не смог бы схватить меня сзади, даже если бы и захотел. Зритель: Зачем скульптор создал твое изображение? Изображение Кайроса: Ради тебя, путник. И поместил меня у входа в назидание. |

O διάλογος:

—Τίς, πόθεν ὁ πλάστης;

—Σικυώνιος.

—Οὔνομα δὴ τίς;

—Λύσιππος.

—Σὺ δὲ τίς;

—Καιρὸς ὁ πανδαμάτωρ.

—Τίπτε δ’ ἐπ’ ἄκρα βέβηκας;

—Ἀεὶ τροχάω.

—Τί δὲ ταρσοὺς ποσσὶν ἔχεις διφυεῖς;

—Ἵπταμ’ ὑπηνέμιος.

—Χειρὶ δὲ δεξιτερῇ τί φέρεις ξυρόν;

—Ἀνδράσι δεῖγμα, ὡς ἀκμῆς πάσης ὀξύτερος τελέθω.

—Ἡ δὲ κόμη τί κατ’ ὄψιν;

—Ὑπαντιάσαντι λαβέσθαι, νὴ Δία.

—Τἀξόπιθεν πρὸς τί φαλακρὰ πέλει;

—Τὸν γὰρ ἅπαξ πτηνοῖσι παραθρέξαντά με ποσσὶν οὔτις εἴθ’ ἱμείρων δράξεται ἐξόπιθεν.

—Τοὔνεχ’ ὁ τεχνίτης σε διέπλασεν;

Ещё одним источником является латинская басня Федра (V, 8), правда в ней с характерными деталями изображается уже не Счастливый случай (др.-греч. Καιρός), а Время (лат. Tempus).
|  | ВРЕМЯ Бегун летучий, мчащийся по лезвию, С затылка лысый, волосатый спереди (Схвати за гриву — будет твой; а выскользнет: И даже сам Юпитер не вернет его) — Вот образ мимолетности всего, что есть. Чтоб дел людских не портила медлительность, Таким изобразили Время древние.Перевод М.Л. Гаспарова |

Cursu volucri, pendens in novacula,

calvus, comosa fronte, nudo corpore,

quern si occuparis, teneas, elapsum semel

non ipse possit Iuppiter reprehendere,

5occasionem rerum significat brevem.

Effectus impediret ne segnis mora,

finxere antiqui talem effigiem Temporis. 
Римский поэт IV в. н. э. Авсоний сочинил эпиграмму «На статую случайности и раскаяния» (33 (12)), в котором Кайрос скрывается под именем богини Случайности (лат. Occasio). В этом тексте создание статуи Случайности приписывается Фидию, а не Лисиппу. Кроме того, Авсоний добавляет в число персонажей богиню-спутницу Раскаяние (лат. Poenitentia), выводя её, видимо по версификационным причинам, под греческим именем.

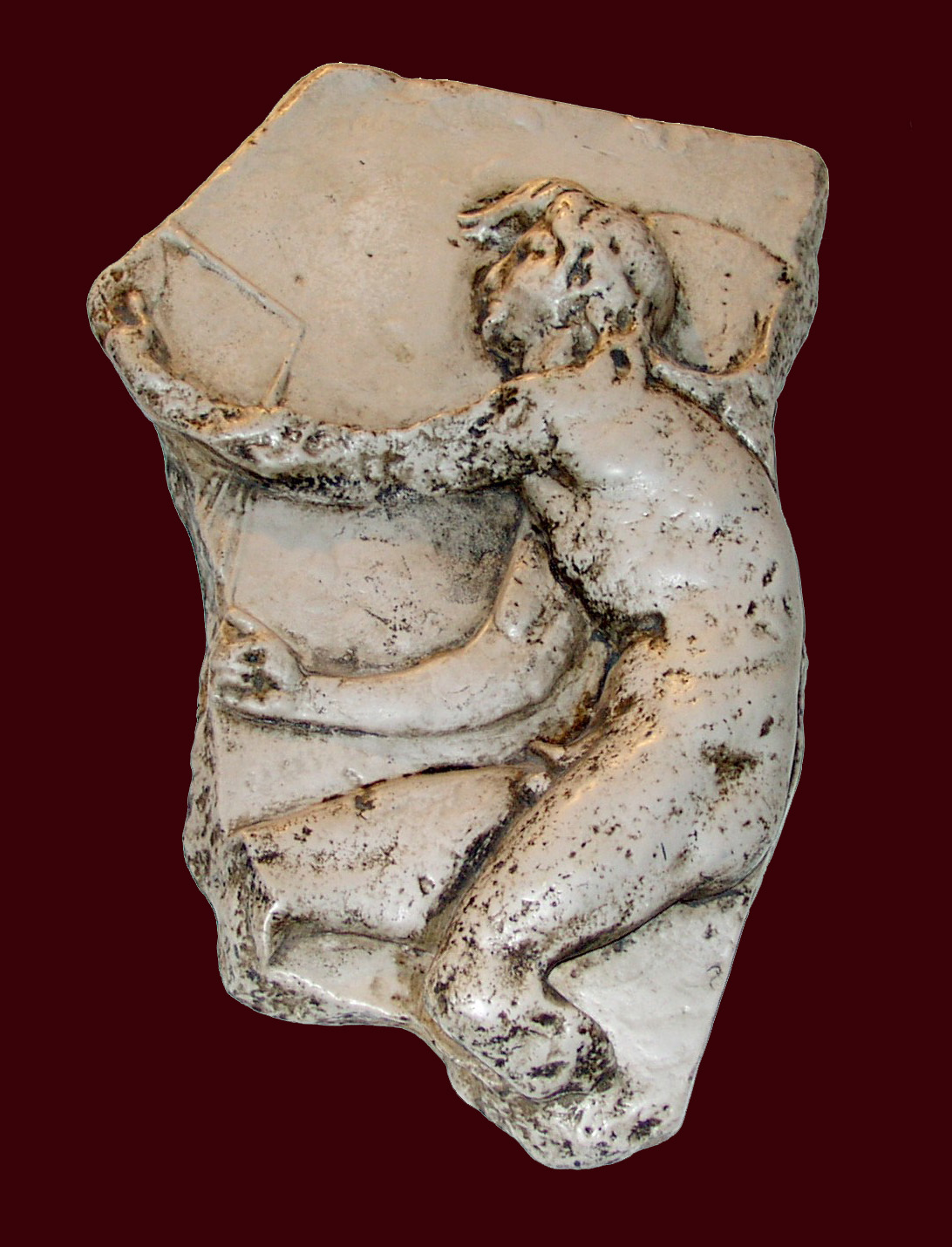
Эллинистическая рельефная копия Лисиппова изваяния, 3 в. до н. э. (Трогир, бенедектинский монастырь св. Николая)

|  | Кто изваял это? — Фидий: тот Фидий, который Палладу Сделал, Юпитера; я — третье созданье его. Я — божество «Случайность», немногим и редко известно. — На колесе ты зачем? — Стать мне на месте нельзя. — Крылья зачем на ступнях? — Я летуча: Меркурия помощь В счастье могу задержать, если того захочу. — Кудрями скрыто лицо? — Чтоб меня не заметили. — Что же Лыс твой затылок совсем? — Чтоб не поймали меня. — Спутница кто у тебя? — Она скажет. — Откройся же, кто ты? — Я божество, но меня и Цицерон не назвал; Я божество: за дела и за то, что не сделано, кары Требую, лишь бы карать: я «Метаноей» зовусь. — Ну, а зачем же она с тобою? — Когда улетаю, То оставляю ее тем, кто остался ни с чем. Ты, вопрошатель, и сам, коли ты с вопросами медлишь, Скажешь, что я у тебя здесь ускользнула из рук!Перевод Ф. Петровского |

Cujus opus? Phidiae: qui signum Pallados, ejus
 Quique Jovem fecit, tertia palma ego sum.
 Sum Dea, quae rara, et paucis Occasio nota. 
Quid rotulae insistis? Stare loco nequeo. Quid talaria habes? Volucris sum. Mercurius quae Fortunare solet, tardo (v. 1. trado) ego, cum volui. Crine tegis faciem? Cognosci nolo. 
Sed heus tu Occipiti calvo es. Ne tenear fugiens. 
Quae tibi juncta comes? Dicat tibi. Die, rogo, quae sis. 
Sum Dea, cui nomen nec Cicero ipse dedit. 
Sum Dea, quae facti, non factique exigo poenas, 
Nempe ut poeniteat: sic Metanoea vocor. 
Tu modo dic, quid agat tecum. Si quando volavi, 
Haec manet: hanc retinent, quos ego praeterii.
Tu quoque, dum rogitas, dum percontando moraris, 
Elapsum dices me tibi de manibus. 

## Кайрос как понятие

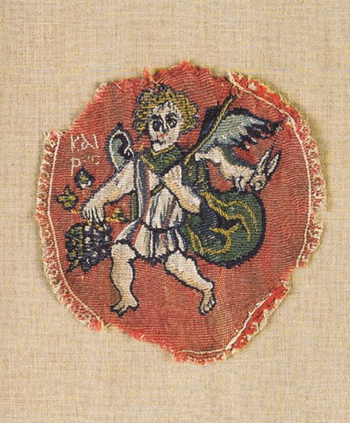
Тканевый медальон с изображением Кайроса из Антинополиса, 5 в. н. э. Руан, Музей древностей

У древних греков было два слова для времени и персонифицирующих его божеств: хронос (χρόνος) для обозначения ровно текущего, всепожирающего времени и кайрос — для описания возможности повлиять на свою судьбу, неуловимого мига удачи, который всегда наступает неожиданно и поэтому им очень трудно воспользоваться. По мере забвения религиозного культа, что происходит, по-видимому, очень рано, образ мальчика или юноши с длинными локонами на лбу начинает использоваться в качестве чистой аллегории своевременно пойманной удачи, эмблемы мимолетной возможности.
|  | Выгодный случай лови и, поймав, держи его крепче: Кудри на лбу упустив, за голый затылок не схватишь.Двустишия Катона, 2.26, перевод М. Гаспарова |

Хронос олицетворяет объективное, количественно измеряемое время, кайрос — время в качественном аспекте, время-удачу, время подходящего мига, обеспечивающего успех. Эта оппозиция стала популярной в классической и современной риторике, в философии, в христианском богословии, науке, теории менеджмента и т. д.
Понятие кайроса широко использовалось в ранней античной риторической традиции и понималось как уместность речи, её своевременность, соотнесенность с временны́ми условиями произнесения и шире — как соразмерность речи, её соответствие мере.
В современном греческом слово καιρός обозначает погоду.
Понятие кайроса органически вошло в христианскую теологию нового времени и воплотилось в первую очередь работах Пауля Тиллиха, который ввел пару понятий: «великий Кайрос», время воплощения слова божьего, исполнение воли Бога, и «малый кайрос», своего рода откровение, в котором личное человеческое существование открывает себя вечности.

## Крылатые слова
Итальянские выражения pigliare il tempo pel ciuffo, tenere la fortuna pel ciuffetto (букв. «схватить время, удачу за прядь волос на лбу») первоначально использовались в ренессансных сочинениях Полициано и Боярдо в качестве реминисценции к эпиграмме позднеримского поэта Авсония, который вернулся в круг чтения людей Возрождения благодаря Эразму Роттердамскому. С тех пор они стали популярными крылатыми словами. В английском языке существует поговорка take time by the forelock (букв. «схватить время за челку»), восходящая скорее всего к вышеупомянутым итальянским источникам.

## Галерея

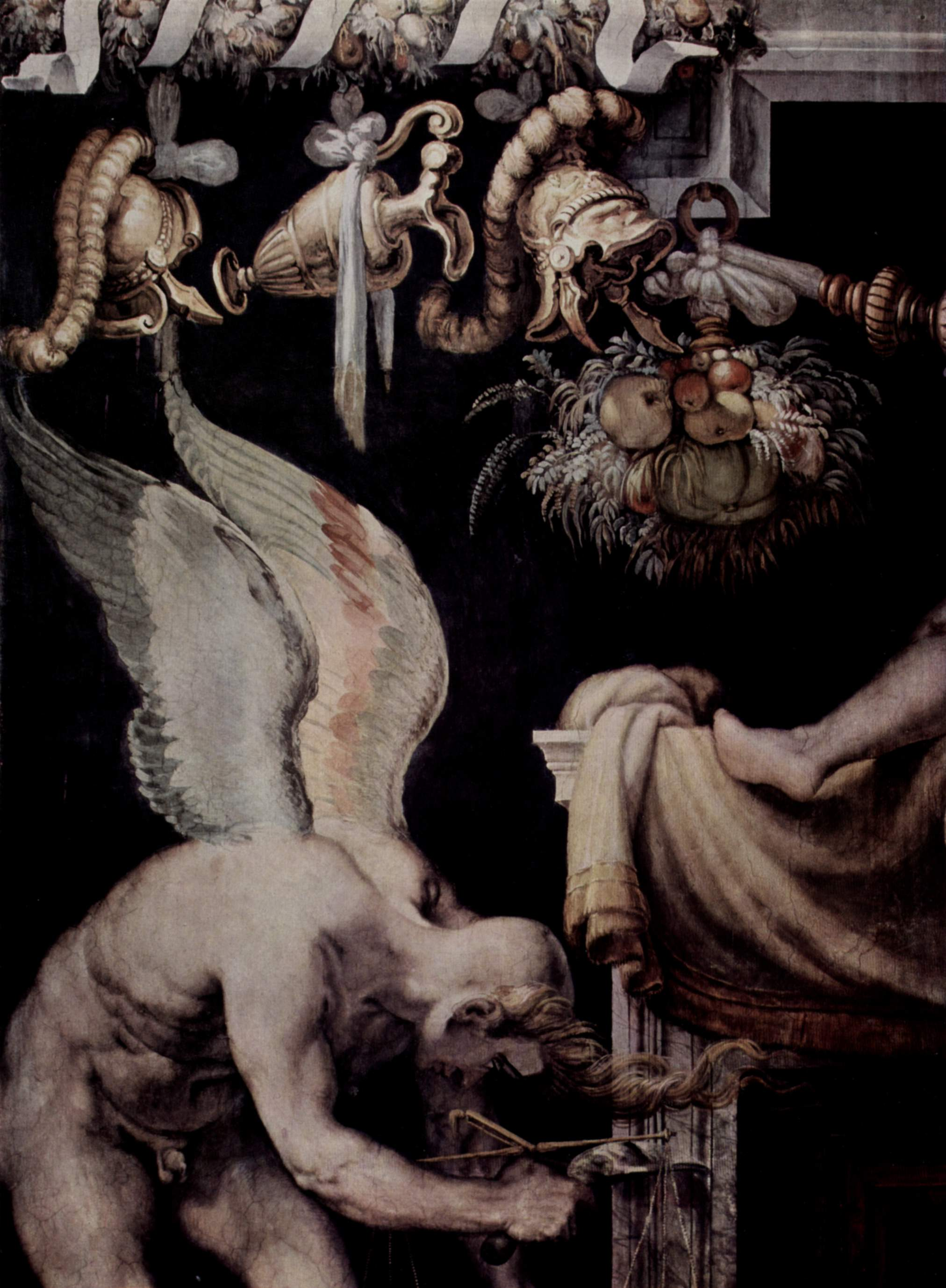
Франческо Сальвиати, Кайрос
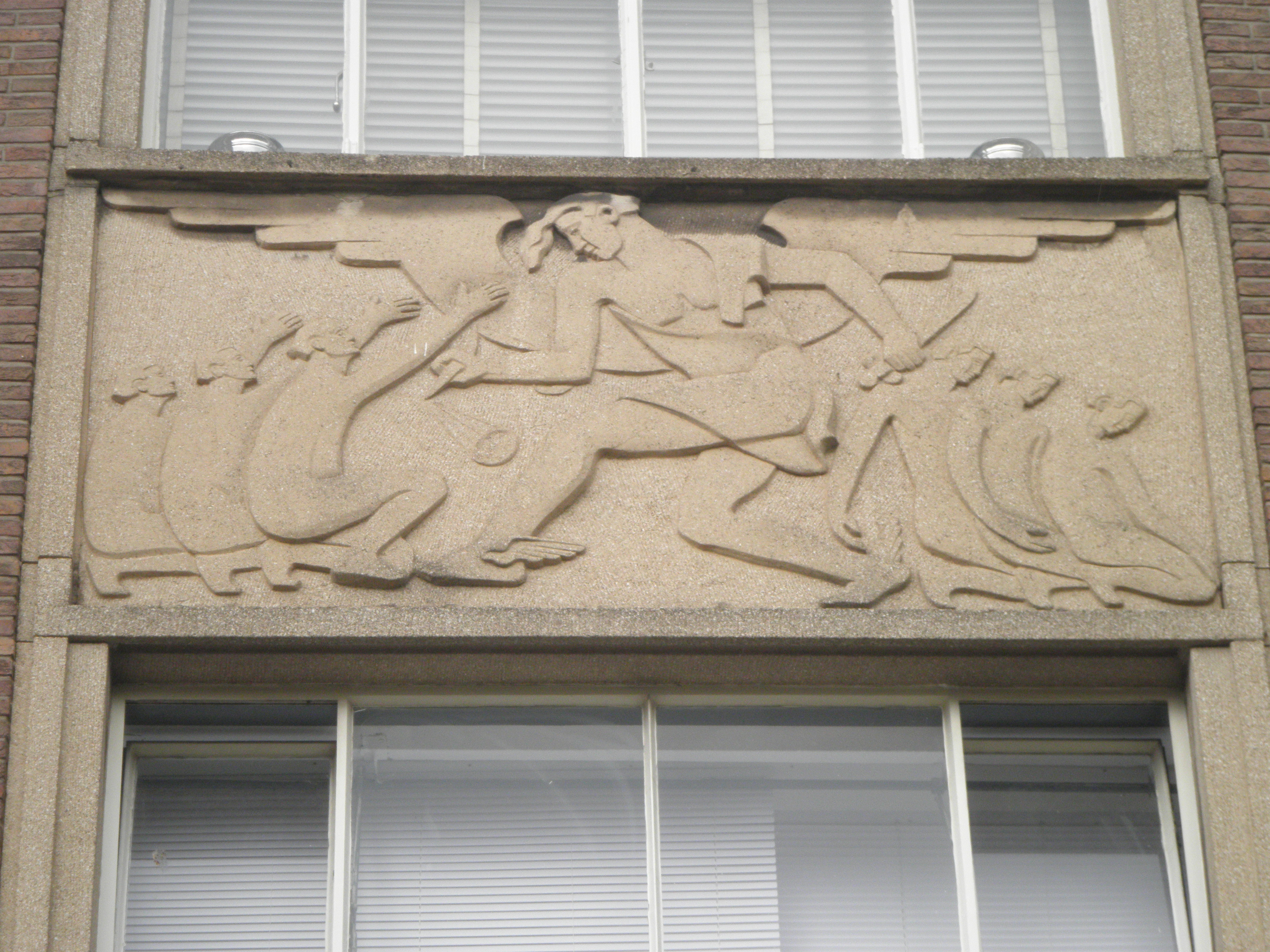
Рельеф с Кайросом на бывшем здании гимназии в нидерландском Девентере (1954)
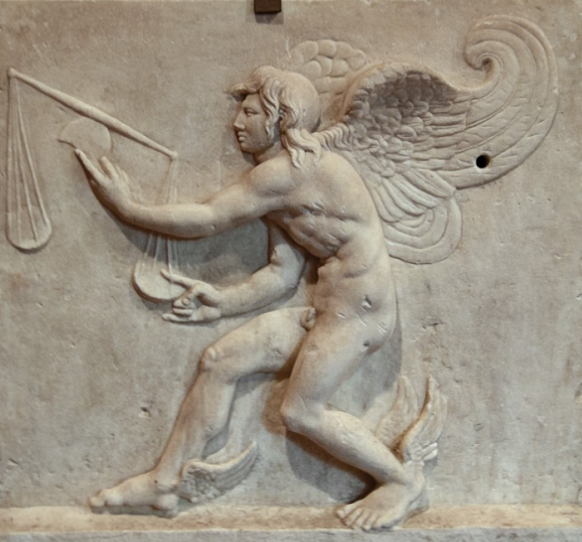
Фрагмент саркофага с изображением Кайроса (160—180 н. э., римская копия-рельеф статуи Лисиппа, Археологический музей Турина)